# Takamitsu Muraoka
Takamitsu Muraoka (村岡 崇光, Muraoka Takamitsu, né en 1938 à Hiroshima) est un sémitisant japonais. Il a été titulaire de la chaire d'hébreu, d'antiquités israélites et d'ougaritique à l'université de Leyde, aux Pays-Bas, de 1991 à 2003. Il est surtout connu pour ses études sur la linguistique hébraïque et araméenne et sur les anciennes traductions de la Bible, notamment la Septante.

## Éducation
Après avoir étudié la linguistique générale et les langues bibliques sous la direction de feu le professeur Masao Sekine à l'université d'éducation de Tokyo (aujourd'hui université de Tsukuba), il a étudié à l'université hébraïque de Jérusalem, où il a terminé sa thèse intitulée Emphasis in Biblical Hebrew sous la direction de feu le professeur Chaim Menachem Rabin, et a obtenu son doctorat en 1970.

## Carrière
Il a enseigné les langues sémitiques, y compris l'hébreu moderne, en tant que chargé de cours à l'université de Manchester, au Royaume-Uni (1970-80), en tant que professeur d'études moyen-orientales à l'université de Melbourne (1980-91), en Australie, puis a déménagé en 1991 à l'université de Leyde (1991-2003), aux Pays-Bas, en tant que professeur de langue et de littérature hébraïques, d'antiquités israélites et de langue ougaritique. En outre, il a été rédacteur en chef d'Abr-Nahrain [aujourd'hui Ancient Near Eastern Studies] de 1980 à 1992, et a également édité ou coédité des volumes sur la sémantique de l'hébreu biblique, l'araméen de Qumrân et l'hébreu de Qumrân. Sa syntaxe complète du grec koinè de la Septante est parue en 2016. En 2000, il a cofondé le Dutch-Japanese-Indonesian Dialogue dans le contexte de la guerre du Pacifique. Il est représentant de l'Église biblique aux Pays-Bas.

## Honneurs
Au cours de l'année universitaire 2001-2002, il a été Forschungpreisträger de la Fondation Alexander von Humboldt et, à ce titre, professeur invité à la faculté de théologie de l'université de Göttingen, en Allemagne. Il a été élu membre correspondant de l'Académie australienne des sciences humaines en 1984 et, depuis 2006, membre honoraire de l'Académie de la langue hébraïque. Le 27 septembre 2017, il s'est vu décerner la médaille Burkitt pour l'étude de la Bible hébraïque par la British Academy, qui a estimé qu'au cours des six dernières décennies, il avait apporté une contribution exceptionnelle à l'étude de la grammaire et de la syntaxe hébraïques, ainsi que de la Septante (une ancienne traduction grecque de l'Ancien Testament).

## Retraité
Depuis qu'il a pris sa retraite en 2003 de la chaire de Leyde, il a entamé des tournées de conférences annuelles pour enseigner les langues bibliques et la Septante en tant que bénévole pendant au moins cinq semaines dans les pays asiatiques qui ont souffert du militarisme japonais au XXe siècle. Ses pensées et réflexions sur ce ministère d'enseignement annuel jusqu'en 2015 peuvent être lues en anglais dans "My Via dolorosa : Along the trails of the Japanese imperialism in Asia".

### Sources
- « Takamitsu Muraoka » [archive du 14 octobre 2015]
- (en) AAH, « Fellow Profile: Takamitsu Muraoka », sur Australian Academy of the Humanities (consulté le 23 avril 2024)
- (en) Gwang-lip Moon, « Japanese Hebraist takes his message across Asia », sur koreajoongangdaily.joins.com, 7 février 2014 (consulté le août 202402)